# Replik (Lyrikreihe)
REPLIK ist eine von Peter Salomon herausgegebene Reihe zur expressionistischen Lyrik.
Das Interesse des Schriftstellers Peter Salomon für die expressionistische Lyrik, das während seiner Schulzeit ab 1964 geweckt worden war, führte dazu, dass er nicht nur die Veröffentlichungen der Dichter sammelte, sondern ab den 1980ern begann, in der Art eines Detektivs Forschungen anzustellen: Er ermittelte bisher unbekannte Lebensdaten und spürte Nachkommen auf, die noch Nachlassteile besaßen (unveröffentlichte Texte, Briefe, Fotos). Diese Entdeckungen drängten danach, publiziert zu werden – und daraus entstand die Idee zur Reihe REPLIK, die „knackig und preisgünstig“ sein sollte. Ein wenig standen die SPUREN-Hefte des DLA-Marbach Pate, aber neben dem einführenden bebilderten Essay sollten die REPLIK-Hefte auch typische Texte der Dichter enthalten – sowie eine vollständige Bibliografie. Salomon-Verleger Klaus Isele entflammte sich sofort für diese Idee und gestaltete und verlegte die Hefte. Einige Nummern wurden auch von befreundeten Kollegen Salomons herausgegeben. Die letzte Nummer ist 2018 erschienen.

## Übersicht aller bisher herausgegebenen Hefte
- Replik 1: Hermann Plagge, Expressionist. Ein Porträt von Peter Salomon. Edition Isele 1992, ISBN 978-3-925016-88-2
- Replik 2: „Wo hagre Häuser dürr ins Firmament zu ragen sich erfrechen“.[1]  Der Expressionist Willy Küsters.  Ein Porträt von Peter Salomon. Edition Klaus Isele, Eggingen 1993 | ISBN 3-86142-002-3
- Replik 3: Ich bin ein Abenteurer dieser dunklen Zeit.[2] Der Expressionist Rudolf Adrian Dietrich. Ein Porträt von Peter Salomon. Edition Klaus Isele, Eggingen 1993 | ISBN 3-86142009-0
- Replik 4:  Otto Ehinger: Jurist, Schriftsteller, Bürgermeister – vor allem aber unabhängig. Ein Porträt von Manfred Bosch und Peter Salomon. Edition Klaus Isele, Eggingen 1994 | ISBN 3-86142-030-9
- Replik 5: „Fang auf, Europa, Silberspäne fliegen!“[3] Eduard Reinacher (1982-1968) | Ein Leben im Spiegel von Werk und Freundschaften. Ein Porträt von Manfred Bosch und Norbert Heukäufer. Edition Klaus Isele, Eggingen 1995 | ISBN 3-86142-031-7
- Replik 6: Eugen Ferdinand Hoffmann (1895-1071): „Zu irrer Schöpfung rast heran die Welt“. Ein Porträt von Peter Salomon. Edition Klaus Isele, Eggingen 1996 | ISBN 3-86142-056-2
- Replik 7: Apostel einer besseren Menschlichkeit. Der Expressionist Rudolf Hartig (1893–1962). Ein fragmentarisches Porträt von Wulf Kirsten. Edition Klaus Isele, Eggingen 1997 | ISBN 3-86142-070-8
- Replik 8: „Der aussätzige Mai“.  Der Expressionist A. Rudolf Leinert (1898–1969). Ein Porträt von Wulf Kirsten und Peter Salomon. Edition Klaus Isele, Eggingen 1999 | ISBN 386142-118-6
- Replik 9:  „Einen Tag lang nicht töten“. Der Dichter Edlef Köppen (1893–1939). Ein Porträt von Siegmund Kopitzki und Peter Salomon. Edition Klaus Isele, Eggingen 2004 | ISBN 386142-298-0
- Replik 10: Manfred Bosch „Das Bodenseebuch“. Zur Geschichte eines grenzüberschreitenden Jahrbuchs (1914–1965). Edition Isele, Eggingen 2006 | ISBN 3-86142-388-X
- Replik 11: Peter Salomon UNIVERS. Zur Geschichte einer Konstanzer Literaturzeitschrift 1974–1981. Edition Isele, Eggingen 2007 | ISBN 978-3-86142-414-7
- Replik 12: Peter Salomon. Die nachexpressionistische Dichterjugend – Eine Bibliographie. Edition Isele, Eggingen 2018 | ISBN 978-37460-9262-1
- Replik Sonderheft: „Welches Verfallsdatum haben wir heute?“[4] Ein Porträt des Dichters Peter Salomon als Fünfzigjähriger. Herausgegeben von Manfred Bosch. Edition Isele, Eggingen 1997 | ISBN 3-86142-094-5